# 동네변호사 조들호 (드라마)
《동네변호사 조들호》는 2016년 3월 28일부터 2016년 5월 31일까지 방영된 KBS 2TV 월화 미니시리즈이다.

## 줄거리
평소 잘나가는 검사 조들호가 검찰 내부 고발 사건에 얽혀 나락으로 떨어진 이후에, 소시민이 모여 사는 동네에 간판을 달고 성공가도를 달리던 인생 대신 정의감을 선택하고 의뢰인을 위해 사명을 다하는 꼴통 변호사로서 제 2의 인생을 개척하는 이야기로, 일상 생활에서 쉴 새없이 벌어지는 사건사고들을 보다 친밀하고 유쾌한 시선으로 바라보기 위한 법정 드라마.

## 등장 인물

### 주요 인물
- 박신양 : 조들호 역 - 변호사
- 강소라 : 이은조 역 - 변호사
- 류수영 : 신지욱 역 - 검사
- 박솔미 : 장해경 역 - 조들호의 전처, 변호사

### 법무법인 금산 사람들
- 강신일 : 장신우 역 - 장해경의 아버지, 조들호의 전 장인, 법무법인 ‘금산’의 대표 변호사
- 조한철 : 김태정 역 - 금산의 파트너 변호사
- 정우석 : 법무법인 '금산' 소속 변호사 역

### 대화그룹 사람들
- 정원중 : 정금모 회장 역 - 대화 그룹의 회장
- 전해룡 : 고 비서 역
- 한춘일 : 정금모의 수행비서 역
- 이재우 : 마이클 정 역

### 조들호 변호사 사무실 사람들
- 황석정 : 황애라 역 - 사무장
- 박원상 : 배대수 역 - 전직 조폭출신
- 김동준 : 김유신 역 - 배대수의 부하
- 이규호 : 덩어리 역

### 검찰
- 김갑수 : 신영일 역 - 서울중앙지검 검사장
- 유승봉 : 윤상현 검찰총장 역
- 남명렬 : 최동욱 고검장 역
- 맹봉학 : 배대수를 조사하는 차장검사 역
- 민준현 : 황애라를 조사하는 차장검사 역

### 법원 사람들
- 정규수 : 이준강 역
- 장소연 : 최아림 역 - 권위와 권위의식을 구분할 줄 아는 정의로운 판사
- 송영재 : 최영노 대법관 역

### 들호와 은조의 가족
- 윤복인 : 진세미 역 - 은조의 모친
- 최재환 : 강일구 역 - 들호가 보육원 시절 아끼던 동생
- 정한비 : 오진영 역 - 이은조의 대학동기이자 연수원 동기인 국선변호사
- 허정은 : 조수빈 역 - 조들호의 딸

### 그 외 인물
- 최승경 : 손형사 역
- 최종률 : 보육원 신부 역
- 김기천 : 변지식 역
- 손승원 : 변지식의 아들 변승모 역
- 이용이 : 말숙 역
- 박용진 : 용수 역
- 박선우 : 김형사 역
- 송지인 : 배효진 역
- 김지안 : 오서연 역
- 김정영 : 유치원 원장 강자영 역
- 박충선 : 홍윤기 역
- 손광업 : 이명준 역
- 김서연
- 김영선 : 연숙 역
- 김민하 : 유라 역
- 최성희 : 유라 친구 역
- 전진기 : 김승현 의원 역
- 정동규 : 백종진 의원 역
- 홍승범
- 장문규
- 정종우
- 김미혜
- 김지성
- 서혜진

## 참고 사항
- 본 드라마는, 해츨링 작가의 원작인 동명 웹툰을 극화한 법정 드라마로서, SBS 문화재단 극본 공모에서 〈천원짜리 변호사〉란 제목으로 당선되어 당초 SBS 드라마본부에 편성될 계획이었으나, KBS 드라마본부로 편성되면서 불발됐고, 이 과정에서 〈천원짜리 변호사〉의 최수진 작가가 《동네변호사 조들호》의 이향희 작가와 KBS 드라마본부를 비롯한, SM C&C 등을 상대로 내용증명을 보냈다. SBS가 야심차게 기획한 '천원짜리 변호사'는 SBS 금토 드라마인 '오늘의 웹툰'의 차기작으로 2022년 9월 23일부터 방영을 개시하였다.[1]
- 한편, 작품성과 화제성이 높은 만큼, 개연성이 높은 소재로, 압도적인 시청률을 기록한 본 드라마는, 후속작인 《뷰티풀 마인드》의 제작이 늦어지는 관계로, 추가 연장하여, 당초 24부작으로 종영할 계획이었지만, 박신양이 영화 《내 아내》 촬영 스케줄로 인해[2] 추가 연장 없이 20부작으로 종영되었다.
- 아울러, 실제 판매 중인 캔 음료 파워킹을 극중 악덕기업이 판매하는 제품명으로 설정하고 이후 주인공의 대사를 통해 상표를 폄하하고 모욕하는 내용을 내보내 방송통신심의위원회 측에서 '주의' 조치를 받았다.[3]

## 시청률
최저 시청률과 최고 시청률은 시청률 조사회사와 지역별로 시청률에 차이가 있을 수 있습니다.
| 2016년      | 2016년      | 2016년         | 2016년       | 2016년         | 2016년       |
| 회차        | 방송일      | TNmS 시청률    | TNmS 시청률  | AGB 시청률     | AGB 시청률   |
| 회차        | 방송일      | 대한민국(전국) | 서울(수도권) | 대한민국(전국) | 서울(수도권) |
| ----------- | ----------- | -------------- | ------------ | -------------- | ------------ |
| 제1회       | 3월 28일    | 8.6%           | 8.5%         | 10.1%          | 11.0%        |
| 제2회       | 3월 29일    | 10.5%          | 10.9%        | 11.4%          | 12.5%        |
| 제3회       | 4월 4일     | 9.2%           | 9.6%         | 10.9%          | 11.6%        |
| 제4회       | 4월 5일     | 9.6%           | 10.7%        | 11.3%          | 11.6%        |
| 제5회       | 4월 11일    | 9.6%           | 10.2%        | 12.3%          | 13.2%        |
| 제6회       | 4월 12일    | 11.0%          | 10.7%        | 12.4%          | 12.7%        |
| 제7회       | 4월 18일    | 10.6%          | 11.7%        | 12.6%          | 14.3%        |
| 제8회       | 4월 19일    | 11.4%          | 12.1%        | 12.1%          | 12.8%        |
| 제9회       | 4월 25일    | 10.0%          | 10.6%        | 12.7%          | 13.9%        |
| 제10회      | 4월 26일    | 10.1%          | 11.7%        | 12.6%          | 13.5%        |
| 제11회      | 5월 2일     | 9.6%           | 11.1%        | 11.0%          | 11.6%        |
| 제12회      | 5월 3일     | 10.6%          | 11.2%        | 11.8%          | 12.8%        |
| 제13회      | 5월 9일     | 10.5%          | 11.9%        | 11.8%          | 12.7%        |
| 제14회      | 5월 10일    | 11.3%          | 12.4%        | 14.1%          | 15.5%        |
| 제15회      | 5월 16일    | 11.8%          | 12.5%        | 14.1%          | 15.3%        |
| 제16회      | 5월 17일    | 12.7%          | 13.5%        | 15.3%          | 16.5%        |
| 제17회      | 5월 23일    | 11.6%          | 12.1%        | 14.0%          | 15.1%        |
| 제18회      | 5월 24일    | 12.5%          | 12.5%        | 15.5%          | 16.4%        |
| 제19회      | 5월 30일    | 13.2%          | 14.0%        | 14.2%          | 15.0%        |
| 제20회      | 5월 31일    | 14.1%          | 14.8%        | 17.3%          | 18.6%        |
| 평균 시청률 | 평균 시청률 | 10.9%          | 11.6%        | 12.9%          | 13.8%        |

## 동시간대 경쟁 프로그램
MBC 월화드라마
- 몬스터 (2016년 3월 28일 ~ 2016년 9월 20일)

SBS 월화드라마
- 대박 (2016년 3월 28일 ~ 2016년 6월 14일)

## 수상 경력
- 2016년 KBS 연기대상 남자 최우수 연기상 - 박신양
- 2016년 KBS 연기대상 여자 청소년 연기상 - 허정은

## 같이 보기
- 동네변호사 조들호 2: 죄와 벌
- 동네변호사 조들호 시리즈
- 웹툰을 원작으로 삼은 드라마 목록